# Ремшу, Мария Андроновна
Мария Андроновна Ре́мшу (1862—1943) — карельская народная сказительница, рунопевец. Член Союза писателей СССР (1939).

## Биография
Родилась в крестьянской семье, карелка. Выйдя замуж за плотника и столяра Мийхкали Ремшу, переехала в деревню Вокнаволок. В 1932 г. вступила в колхоз.
Знала много эпических песен, сказок, заговоров. Переняла искусство пения рун от матери Мауры Марттинен и сказительницы Ирины Михайловны Лесонен из деревни Войницы.
До 1918 записи от неё делали финские фольклористы, в том числе В. Сальминен, с 1934 — советские фольклористы. Брат Марии Андроновны, Ийво Марттинен (1870—1934) также делал записи репертуара сестры и матери.
В советское время стала автором и собственных рун о поездке в Москву, жизни советского села, шуточных и сатирических песен.
Песни от М. Ремшу были изданы в 34-томном собрании народной поэзии Финляндии и в сборнике «Карельские эпические песни», в том числе в переводах на русский.
В 1935 г. приняла участие в 100-летнем юбилее первого издания «Калевалы». В 1939 г. была награждена Почетной грамотой Президиума Верховного Совета Карельской АССР.
Умерла в эвакуации в Архангельской области.

## Память
Постановлением Совета Министров Карельской АССР от 21 апреля 1971 г. дом, в котором она проживала, был объявлен историческим памятником и поставлен на государственную охрану.
В 1976 г. этот дом перенесли в поселок Калевала, где в июне 1984 г. был открыт «Мемориальный музей Калевальских рунопевцев».